# Лузький район (Ленінградська область)
Лузький район (рос. Лужский район) — муніципальний район у складі Ленінградської області Російської Федерації.
Адміністративний центр — місто Луга.

## Демографія
Динаміка чисельності населення району:
| Рік  | Населення, осіб | Джерело           | Примітки                                                                          |
| ---- | --------------- | ----------------- | --------------------------------------------------------------------------------- |
| 1959 | 43 316          | Перепис 1959 року | Без Луги (25 540 осіб) та Осьминського району (10 488 осіб); з ними — 79 314 осіб |
| 1970 | 50 884          | Перепис 1970 року | Без Луги (31 905 осіб); з нею — 82 789 осіб                                       |
| 1979 | 49 776          | Перепис 1979 року | Без Луги (37 680 осіб); з нею — 87 456 осіб                                       |
| 1989 | 48 721          | Перепис 1989 року | Без Луги (41 769 осіб); з нею — 90 490 осіб                                       |
| 2002 | 41 885          | Перепис 2002 року | Без Луги (40 434 осіб); з нею — 82 319 осіб                                       |
| 2010 | 78 759          | Перепис 2010 року | З Лугою (38 539 осіб); без неї — 40 220 осіб                                      |

## Адміністративний устрій
До складу району входять 2 міських та 13 сільських поселень:
| Назва поселення                  | Населення (2010 рік) | Кількість НП | Адміністративний центр |
| -------------------------------- | -------------------- | ------------ | ---------------------- |
| Володарське сільське поселення   | ▼ 1605               | 13           | Володарське            |
| Волошовське сільське поселення   | ▲ 1511               | 17           | Волошово               |
| Дзержинське сільське поселення   | ▲ 3254               | 17           | Дзержинського          |
| Заклінське сільське поселення    | ▼ 4706               | 34           | Закліньє               |
| Лузьке міське поселення          | ▼ 39 172             | 5            | місто Луга             |
| Мшинське сільське поселення      | ▲ 3443               | 20           | Мшинська               |
| Оредезьке сільське поселення     | ▼ 3031               | 12           | Оредеж                 |
| Осьминське сільське поселення    | ▼ 3212               | 54           | Осьмино                |
| Ретюнське сільське поселення     | ▼ 1943               | 20           | Ретюнь                 |
| Серебрянське сільське поселення  | ▼ 1755               | 19           | Серебрянський          |
| Скребловське сільське поселення  | ▼ 3186               | 33           | Скреблово              |
| Тьосовське сільське поселення    | ▲ 2150               | 12           | Тьосово-4              |
| Толмачовське міське поселення    | ▼ 4976               | 39           | смт Толмачово          |
| Торковицьке сільське поселення   | ▼ 1387               | 4            | Торковичи              |
| Ям-Тьосовське сільське поселення | ▼ 3428               | 49           | Ям-Тьосово             |